# Мелроз Парк (Илиноис)
Мелроз Парк (енгл. Melrose Park) град је у америчкој савезној држави Илиноис.

## Демографија
По попису из 2010. године број становника је 25.411, што је 2.24 (9,7%) становника више него 2000. године.
| Група             | 2000.          | 2010.          |
| Белци             | 9.380 (40,5%)  | 5.768 (22,7%)  |
| Афроамериканци    | 676 (2,9%)     | 1.489 (5,9%)   |
| Азијати           | 461 (2,0%)     | 456 (1,8%)     |
| Хиспаноамериканци | 12.485 (53,9%) | 17.675 (69,6%) |
| Укупно            | 23.171         | 25.411         |